# 掃骨鍼法
掃骨鍼法とは、小山曲泉が提唱した鍼術である。

## 概要
小山曲泉『神経痛 掃骨鍼法』によれば、掃骨鍼法の考え方は以下のようなものである。　　　　　　　
- 神経痛症状に適用する特殊治療法である。
- 対症療法で、経絡治療には無関係であるが、強いて云えば古典にもある経筋治療の現代版で鍼灸治療の中の外科的治療と観てよい。
- 骨の枯孔（圧痛点）を、部位により5番〜10番鍼[1]により刺入、軽い雀啄法を施す。その治効メカニズムは以下の通り。骨の老化性枯孔→末梢血行の汚滞→骨膜仮死→遊離終末阻害→防禦（ぼうぎょ）抗体反応(硬結、陥下、炎症）。掃骨反復→汚滞血排除→骨膜及び骨組織蘇生→受容器環境整理→治癒。
- 枯孔即圧痛点、圧痛点あれば必ず枯孔ありで、経穴の重点探索は無用であり、純然とした神経断区療法と考えてよい。

古典的には、『黄帝内経霊枢』官鍼篇第七第三節の中に、「八に曰く短刺。短刺とは骨痺を刺す。稍々揺がして之を深くし、鍼を骨の所に致して、以て上下して骨を摩するなり。」とある。
現代的には、黒岩共一関西医療大学(現 関西国際医療大学)教授の『トリガーポイント鍼療法』の研究がもっとも近似していると思われる。